# Природонаучен музей (Никозия)
Природонаучният музей в Никозия е първият музей от този вид в Кипър и е създаден от фондация „Photos Photiades“. Открит е на 29 май 1996 година от бившия президент на страната, Глафкос Клиридис. Намира се в квартал Лача, в източните покрайнини на града, по пътя към Ларнака, на терена на кипърския клон на пивоварна Карлсберг. Музеят е добре организиран, отговаря на европейските стандарти и излага екземпляри от фауната и флората на страната и чужбина.
Колекцията на музея включва над 2500 експоната, като по-голямата част се състои от препарирани местни бозайници, бозайници от Северна Америка, птици, риби, влечуги, насекоми, средиземноморски миди, океански раковини, вкаменелости, както и минерали, полускъпоценни камъни и други. В градинската част на музея са разположени точни копия на няколко вида динозаври, дело на Георгиос Флоридис.
Броят на посетителите на музея надвишава 8500 годишно, а входът е свободен.

## Зала 1
В първата зала са изложени характерни за страната седиментни и вулканични скали главно от планините Троодос и Пентадактилос и равнината Месаория, както и такива от Сицилия, Бразилия и други.

## Зала2
Втората зала съдържа дънни организми от Средиземно море като раковини, миди, охлюви, риби. През 2014 година музеят се сдобива с екземпляр от Hexanchus griseus, често наричан акула-крава. Тя е забележителна със своите примитивни и настоящи физически характеристики. Дължината ѝ достига до 5,4 метра, а изложеният експонат е дълъг 3 метра. Някои от прародителите на този вид могат да се проследят допреди 200 милиона години.
В същата зала са изложени фосили — вкаменелости от растения и животни, обитавали Кипър преди милиони години. Фосилите включват останки от организми и различни материални доказателства, сочещи съществуването им в миналото. Тези ръководни вкаменелости са фактор при определянето на геоложката възраст на скалите, в които са намерени, и по-специално на седиментните скали. Тя може да се изчисли на базата на наличните характерни (индикативни) фосили, които са живели в специфични геоложки епохи.
Вкаменелостите в Кипър произхождат предимно от морски видове, тъй като по-голямата част от седиментни скални образувания са с морски произход. При скалните образувания на сушата, най-вече в пещери, са открити вкаменелости от хипопотам джудже, слонове и други бозайници. В някои райони, в плиоценските мергели, са открити фосилизирани борови шишарки и клони, все още с неизвестен произход, що се отнася до вида им. Тези фосили са свидетели на най-ранното присъствие на борови дървета в Кипър.

## Зала 3
В третата зала са изложени диорами на две от най-важните местообитания в Кипър – гората край Пафос и соленото езеро край Ларнака. Пафоската гора е най-голямата и най-богата на острова, заема площ от около 620 кв. км и някои нейни части са заети от кипърски кедър (Cedrus libanii-Brevifolia). Това е единствената област в Кипър, където все още могат да бъдат срещнати муфлони от вида Ovis orientalis ophion (кипърски муфлон). От 1978 г. той се счита за застрашен от изчезване и е защитен от законодателството на Кипър.
Соленото езеро край Ларнака е едно от най-важните местообитания в Европа за водни птици. През зимата тук намират убежище хиляди фламинго, диви патици и други водолюбиви птици. Някои от тях само почиват и продължават полета си по техните миграционни маршрути, а други остават да зимуват.

## Зала 4
Четвъртата зала се състои от няколко раздела, където посетителите могат да се запознаят с различни представители на островната фауна, анатомията и навиците на животните, храненето, изискванията им и т.н.
В стъклени витрини са изложени препарирани насекоми, пеперуди, кокошки, характерни гнезда на птици и насекоми, животински черепи и челюсти. Представен е и типичният селски кипърски двор с всички видове характерни за него домашни животни. Това са магарета, овце, кози, крави, зайци и други.

## Експозиция на двора
Между растителността на двора се издигат големи растителноядни динозаври от рода диплодоци, както и хищният тиранозавър рекс. Възстановката е създадена от Георгиос Флоридис, а самите динозаври впечатляват с големината си, дребните си черепи, класическата форма и дългите шия и опашка.
- Крокодили
- Фазани
- Водолюбиви птици при соленото езеро край Ларнака
- Северноамерикански елени
- Морски организми, прикрепени към скала
- Звездовиден ахат